# Reiko Takagi
Reiko Takagi (高木 礼子 Takagi Reiko?, Osaka, 26 de noviembre de 1973) es una seiyū japonesa.

## Anime
- Yamato Daiwa en Battle B-Daman.
- Sarugaki Hiyori, Kasumioji Rurichio, Toyokawa Shouta en Bleach.
- Sakura Kusakabe en Bokusatsu Tenshi Dokuro-chan.
- nobunaga asakura en Nogisaka  Haruka No Himitsu
- Tomou en Elfen Lied.
- Yabusaki en Genshiken.
- Yoshitaka Waya en Hikaru no Go.
- Kahoko Hino en Kiniro no Corda (La Corda D'Oro: primo passo).
- Kaolla Su en Love Hina.
- Takako Ayase en Midori no Hibi.
- Panta en Mirmo Zibang!
- Mikoto Yoroi en Muv-Luv y Muv-Luv Alternative.
- Fafa/Ren en Psychic Academy.
- Tadase Hotori en Shugo Chara!
- Tadase Hotori en Shugo Chara!Doki Doki!
- Tadase Hotori en Shugo Chara! Party!
- Cassandra Alexandra en Soulcalibur.
- Kain Blueriver(joven) en Lost Universe.
- Takuma Hirose  en  H2O: Footprints in the Sand.
- Mizuki en Inuyasha.
- Harue Kudoh en Super GALS.
- Yoshitaka Waya, Le Ping en Hikaru no Go.
- Mamoru Kudo en Witch Hunter Robin.
- Amphitrite en Transformers: Armada.
- Mahha Makoto en Crush Gear Nitro.
- Rio en Ultra Maniac.
- Jun'ichi Asakura (joven) en D.C. ~Da Capo~
- Mizuno Miyanokouji Otome wa Boku ni Koishiteru.
- Ryūji Suguro (pequeño) en Ao no Exorcist: Kyoto Fujōō Hen.